# 叶大乡
叶大乡，是中华人民共和国湖北省十堰市郧阳区下辖的一个乡镇级行政单位。

## 行政区划
叶大乡下辖以下地区：
新潮村、皮鼓村、闵家村、龙潭村、门楼村、毛河村、麻池村、杨柳村、虎眼村、叶滩村、大沟村、王良村和月亮村。